# Трудолюбовка (Джанкойский район)
Трудолю́бовка (укр. Трудолюбівка, крымскотат. Trudolübovka, Трудолюбовка) — исчезнувшее село в Джанкойском районе Республики Крым, располагавшееся в центре района, в степной части Крыма, на левом берегу реки Победная, примерно в 3,5 км к западу от современного села Кондратьево.

## История
Судя по доступным историческим документам, селение было основано в начале 1920-х годов, поскольку впервые упоминается в Списке населённых пунктов Крымской АССР по Всесоюзной переписи 17 декабря 1926 года, согласно которому на хуторе Трудолюбовка, Немецко-Джанкойского сельсовета(в котором село состояло до 1968 года) Джанкойского района, числилось 7 дворов, из них 6 крестьянских, население составляло 42 человека, из них 40 украинцев и 2 русских. Постановлением ВЦИК РСФСР от 30 октября 1930 года был создан Биюк-Онларский район (указом Президиума Верховного Совета РСФСР № 621/6 от 14 декабря 1944 года переименованный в Октябрьский), теперь как немецкий национальный, в который включили село. Постановлением Президиума КрымЦИКа «Об образовании новой административной территориальной сети Крымской АССР» от 26 января 1935 года был создан немецкий национальный Тельманский район (с 14 декабря 1944 года — Красногвардейский) и село включили в его состав.
После освобождения Крыма от фашистов в апреле, 12 августа 1944 года было принято постановление № ГОКО-6372с «О переселении колхозников в районы Крыма» по которому в район из областей Украины и России переселялись семьи колхозников, а в начале 1950-х годов последовала вторая волна переселенцев из различных областей Украины. С 25 июня 1946 года селение в составе Крымской области РСФСР. 26 апреля 1954 года Крымская область была передана из состава РСФСР в состав УССР. 1 января 1965 года указом Президиума ВС УССР «О внесении изменений в административное районирование УССР — по Крымской области» село вновь включили в состав Джанкойского района.
Ликвидировано в период между 1968 годом, когда село ещё числилось в составе Ближнегородского сельсовета и 1977-м, когда Трудолюбовка уже числилось в списке упразднённых.